# 小行星6684
小行星6684（英語：6684 Volodshevchenko）是一颗围绕太阳公转的小行星。1977年8月19日，尼古拉·切爾尼赫在克里米亚发现了此天体。
这颗小行星的绝对星等为166.7324206201392等。